# An Tập
An Tập là một xã thuộc huyện Lương Tài, tỉnh Bắc Ninh, Việt Nam. Xã được thành lập tháng 10 năm 2024, trên cơ sở sát nhập 2 xã cũ Lai Hạ và Mỹ Hương

## Địa lý
Xã An Tập có diện tích 10,16 km², dân số năm 2022 là 12.253 người, mật độ dân số đạt 1.206 người/km².

## Lịch sử
Ngày 24 tháng 10 năm 2024, Ủy ban Thường vụ Quốc hội ban hành Nghị quyết số 1255/NQ-UBTVQH15 về việc sắp xếp đơn vị hành chính cấp xã của tỉnh Bắc Ninh giai đoạn 2023 – 2025 (nghị quyết có hiệu lực từ ngày 1 tháng 12 năm 2024). Theo đó, thành lập xã An Tập thuộc huyện Lương Tài trên cơ sở toàn bộ 4,85 km² diện tích tự nhiên, quy mô dân số là 4.591 người của xã Lai Hạ và toàn bộ 5,31 km² diện tích tự nhiên, quy mô dân số là 7.662 người của xã Mỹ Hương.
Xã An Tập có 10,16 km² diện tích tự nhiên và quy mô dân số là 12.253 người.

## Di tích lịch sử
- Đền thờ Hàn Thuyên
- Cây Bồ Đề - Cây di sản Việt Nam

Đền Hàn Thuyên
Lai Hạ xưa thuộc tổng Lại Thượng, huyện Nam Sách, tỉnh Hải Dương, cuối thời Nguyễn sáp nhập vào huyện Lương Tài, phủ Thuận Thành. Nay sát nhập với xã Mỹ Hương thành lập xã An Tập.
Đền thờ Hàn Thuyên nằm ở phía Tây Bắc làng, trên khu vực Đồng Bến thờ Nguyễn Thuyên (đỗ Thái học sinh khoa Đinh Mùi năm 1247). Do có công trừ nạn cá sấu bằng thơ Nôm, vua Trần Nhân Tông cho việc ấy giống như Hàn Dũ nhà Đường nên đổi cho ông sang họ Hàn.
Tương truyền công trình tín ngưỡng này khởi thuỷ là nơi ở lúc sinh thời của ông sau đó hoá gia vi từ (biến nhà thành đền). Khi ông mất, dân làng chuyển thành đền để thờ phụng ông. Cùng với thời gian, đền đã trải qua nhiều lần tu bổ, tôn tạo, đợt trùng tu lớn gần đây nhất vào năm 2010.
Quy mô của ngôi đền hiện nay là một toà có mặt bằng kiến trúc kiểu chữ Đinh gồm: Tiền tế 5 gian và Hậu cung 2 gian. Các di vật có giá trị ở đền gồm 10 tấm bia đá dựng khắc vào hai thời Lê - Nguyễn; toàn bộ lòng văn khắc chữ Hán ghi chép công đức của Tiến sỹ Nguyễn Thuyên và việc công đức tu sửa đền của nhân dân địa phương; nghê đá; tượng Hàn Thuyên ở tư thế ngồi, một tay cầm bút, một tay cầm sách dáng vẻ thư thái nho nhã, đầu đội mũ cánh chuồn.
Cây Bồ Đề - Cây Di Sản Việt Nam
Đúng ngày Quốc khánh (2/9) năm 2014, các cấp chính quyền và nhân dân địa phương đã long trọng tổ chức Lễ đón Bằng công nhận Cây Di sản Việt Nam cho cây Bồ đề hơn 120 năm tuổi, trong khuôn viên đình làng Văn Phạm, xã Lai Hạ, huyện Lương Tài.
Đây là cây Bồ đề đầu tiên và cũng là cây cổ thụ đẹp và hùng vĩ nhất từ trước tới nay của tỉnh Bắc Ninh được vinh danh Cây Di sản Việt Nam.